# Castanopsis fissa
Castanopsis fissa ist eine in Südostasien vorkommende Baumart aus der Familie der Buchengewächse (Fagaceae).

## Merkmale
Castanopsis fissa ist ein immergrüner, bis zu 20 Meter hoher Baum. Der Stammdurchmesser erreicht über 40 Zentimeter.
Die kurz gestielten, ledrigen Laubblätter sind gesägt und spitz. Sie sind unterseits heller und behaart. Der Blattstiel ist meist mit einer Drüse an der Oberseite besetzt.
Die Fruchtbecher (Cupulae) sind mit dünnen, dachziegelartigen Schuppen besetzt. Diese sind spitz und aufrecht. Die Fruchtbecher sind eiförmig oder leicht zusammengedrückt, sie schließen bis zur Hälfte die einzige, kleine und eiförmige Nuss ein. Die Rhachis des Fruchtstands ist bis zu 10 Zentimeter lang.
Blütezeit ist Februar bis April. Die Fruchtreife erfolgt zwischen November und Januar.

## Verbreitung und Standorte
Die Art kommt in Thailand, China und Myanmar vor. Sie wächst in tieferen immergrünen Bergwäldern in 1200 bis 1300 m.

## Belege
- Chamlong Phengklai: A synoptic account of the Fagaceae of Thailand. In: Thai Forest Bulletin. 2006, Band 34, S. 53–175.
- Castanopsis fissa in der Flora of Thailand.